# Coniopteryx (Xeroconiopteryx) rostrogonarcuata
Coniopteryx (Xeroconiopteryx) rostrogonarcuata is een insect uit de familie van de dwerggaasvliegen (Coniopterygidae), die tot de orde netvleugeligen (Neuroptera) behoort. 
Coniopteryx (Xeroconiopteryx) rostrogonarcuata is voor het eerst wetenschappelijk beschreven door H. Aspöck & U. Aspöck in 1968.